# ヨン・ガラニョ
ヨン・ガラニョ（バスク語: Jon Garaño, 1974年11月18日 - ）は、スペイン・ギプスコア県アスティガラガ出身の映画監督・脚本家。

## 経歴

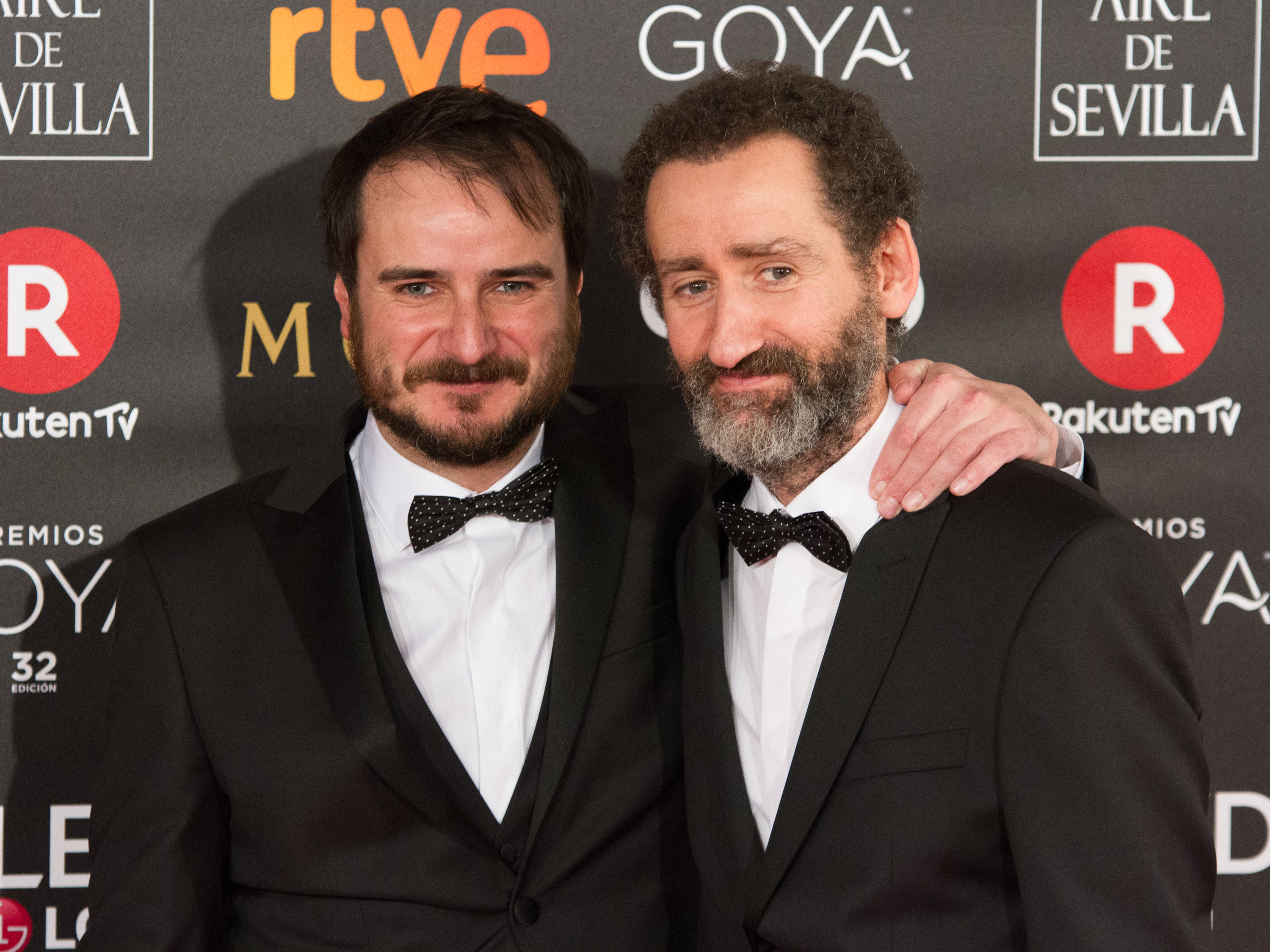
アイトル・アレギ（左）とヨン・ガラニョ

1974年にバスク地方のギプスコア県アスティガラガに生まれ、バスク大学でジャーナリズム学と広告学を学んだ。2001年にはシャビエル・ベルソサ、ホルヘ・ヒル、アイトル・アレギ、ホセ・マリア・ゴエナガとともに映像制作会社を設立した。
2010年にはホセ・マリア・ゴエナガとの共同監督で『80 egunean』を製作し、サン・セバスティアン国際映画祭でサン・セバスティアン賞を受賞した。2014年にはホセ・マリア・ゴエナガとの共同監督で『フラワーズ』を製作した。サン・セバスティアン国際映画祭とゴヤ賞の双方において、作品賞に初めてノミネートされたバスク語作品となった。
2017年にはアイトル・アレギとの共同監督で『HANDIA アルツォの巨人』を製作した。ゴヤ賞では作品賞・監督賞・脚本賞を含む13部門（最多）にノミネートされ、脚本賞を含む10部門で受賞した。
2019年にはアイトル・アレギとホセ・マリア・ゴエナガとの共同監督で『終わりなき塹壕』を製作した。ゴヤ賞では作品賞・監督賞・脚本賞を含む15部門（最多）にノミネートされ、2部門で受賞した。

## フィルモグラフィー
- 2010年 『80 egunean』 - 共同脚本・共同監督を担当。
- 2014年 『フラワーズ』 Loreak - 共同脚本・共同監督を担当。
- 2017年 『HANDIA アルツォの巨人』 Handia - 共同脚本・共同監督を担当。
- 2019年 『終わりなき塹壕』 La trinchera infinita - 共同監督を担当。

## 受賞とノミネート
ゴヤ賞
| 年度 | 作品                      | 部門   | 結果       |
| ---- | ------------------------- | ------ | ---------- |
| 2014 | 『フラワーズ』            | 作品賞 | ノミネート |
| 2017 | 『HANDIA アルツォの巨人』 | 作品賞 | ノミネート |
| 2017 | 『HANDIA アルツォの巨人』 | 監督賞 | ノミネート |
| 2017 | 『HANDIA アルツォの巨人』 | 脚本賞 | 受賞       |
| 2020 | 『終わりなき塹壕』        | 作品賞 | ノミネート |
| 2020 | 『終わりなき塹壕』        | 監督賞 | ノミネート |